# Le Quartier de la lumière
Le Quartier de la lumière (ひかりのまち, Hikari no Machi) est un manga d'Inio Asano. Il a été prépublié entre 2004 et 2005 dans le magazine Monthly Sunday Gene-X et compilé en un volume par Shogakukan. La version française est publiée par Kana, qui a aussi publié Solanin et Un monde formidable.

## Résumé

### Prologue: Birthday song
C'est une description rapide du quartier par un narrateur imaginaire. Il présente sous forme de chanson le quartier, et on se rend compte à la fin du prologue que c'est une âme qui va se réfugier dans le ventre d'une femme enceinte. Ce prologue est une ode à la vie.

### Chapitre 1: Où s'en vont les étoiles qui scintillent
Nozu est un mangaka qui se sent seul. Il se souvient de la veille où il a fait la fête avec ses amis et réfléchi sur ce qu'est devenu sa vie. Aujourd'hui, il va visiter le quartier de la lumière avec sa petite amie pour trouver de nouvelles idées pour son manga. En rentrant chez eux, ils assistent au suicide d'une lycéenne, qui s'est jetée du toit. Cela choque profondément Nozu qui se rend compte qu'il n'est pas tout seul, qu'il a ses amis et sa copine.

### Chapitre 2: Arrêt de bus
Le personnage principal est Tasuku, un jeune collégien qui a perdu sa mère et dont le père, ancien policier, est à présent chômeur et dépressif. Tasuku a découvert un site Internet où l’on peut aider les gens à se suicider contre une somme symbolique d’argent, et décide alors de devenir « accompagnateur ». Il aide notamment une adolescente à se suicider, la même jeune fille que l’on voit sauter d'un toit dans le chapitre 1. 
Tasuku est très proche de Haruko, une lycéenne qui a été lacérée deux ans plus tôt et qui attend tous les jours son agresseur à l’arrêt de bus de la résidence. Ces deux personnages sont amis, tous deux perdus et en manque d’affection.

Mais un jour, Tasuku rencontre un homme dans le quartier qui a une arme et veut se suicider. Celui-ci est désespéré, il a étranglé sa fille, tiré sur sa femme, mais il ne parvient pas à se suicider. Tasuku l’aide donc en appuyant sur la gâchette, mais il découvre en ramassant le portable de l’homme, son rituel, que c’était le père d’Haruko. Cette dernière n’est pas morte mais est totalement choquée, et Tasuku décide de ne pas lui dire qu'il a tué son père. Pour lui remonter le moral, il décide d’aller pique-niquer, mais en chemin, il est contacté par un homme intéressé par son business d’accompagnateur. Cet homme s’avère être celui qui avait agressé Haruko deux ans auparavant. Ayant gardé l’arme du père de Haruko, Tasuku lui tire dans l’oreille, mais Haruko lui enlève l’arme des mains pour se venger mais n’y parvient pas. Elle laisse donc l’homme partir.

Sur le chemin du retour, les deux adolescents s’avouent la vérité : Tasuku est un accompagnateur et a tué le père d’Haruko, et Haruko, elle, ne s’est pas fait lacérer sans raison, elle était consentante et avait tenté de voler l’argent de l’homme, qui l’avait donc punie.  Avec l’apparition de la vérité, les deux jeunes n’ont plus de raison pour rester ensemble.

Parallèlement à cette histoire, une enquête de police sur la mort des parents d’Haruko se déroule. Le père de Tasuku découvre les portables de tous les gens qu’il a aidé à se suicider, et décide de se sacrifier pour sauver son fils, en se faisant passer pour le meurtrier. 
Le chapitre se termine avec le départ de Haruko du Quartier de la lumière, et le retour à la vie normale de Tasuku qui vit désormais avec son oncle et sa tante.

### Chapitre 3: Hectopascal
Nishiyama, qui est déjà apparue dans le prologue, est en train de passer un examen quand elle parle avec Azuma, une fille sérieuse et un peu étrange du patron du groupe Hiraki, le groupe pharmaceutique qui finance le quartier de la lumière. C'est dans cette entreprise que travaillait le père de Nishiyama avant d'être licencié. Celle-ci envie Azuma car elle est belle, grande, et que son père est riche. Mais elles se rapprochent peu à peu, et finalement, c'est Azuma qui envie Nishiyama car elle est libre de ses choix.

### Chapitre 4: Home
On retrouve l’homme qui a agressé Haruko, après qu’il a été blessé par Tasuku à l’oreille. Il s’appelle Hôichi, et est une petite frappe qui vit à dix minutes en voiture du quartier de lumière. Il vit avec Satoshi, un ancien étudiant en médecine qui a abandonné ses études, et Momoko, une fillette de cinq ans qui ne parle pas. Cette dernière a été abandonnée par une prostituée muette à Hôichi et Satoshi, qui l’élèvent donc comme une vraie famille. Ils forment un trio étonnant mais solide.

Satoshi enchaine les petits boulots pour pouvoir participer aux frais de la famille, mais se fait souvent réprimander par Hôichi. Ce dernier est obnubilé par l’argent, et pour en obtenir, il accomplit de nombreux délits. Il est persuadé que s’il gagne suffisamment d’argent, il pourra racheter le quartier de lumière pour reconstruire la campagne où il a été élevé dans son enfance.

Il décide d’enlever le directeur de l’entreprise pharmaceutique Hikari, qui a la mainmise sur l’économie du quartier de la lumière. Hôichi a besoin de l’aide de Satoshi, qui doit détourner la voiture du dirigeant. Mais lors de l’opération, Hôichi dit à Satoshi de s’en aller avec Momoko après cela, comme s’il savait que quelque chose allait mal se dérouler. En effet, lors de l’enlèvement, les petites frappes annoncent au directeur qu’ils vont faire du mal à sa fille, et Hôichi ne veut pas faire cela. Il veut s'en aller mais les malfrats ne lui en laissent pas l'occasion et le battent à mort.

Pendant ce temps, Satoshi rentre avec Momoko mais découvre qu’ils sont expulsés de leur maison par le groupe Hiraki ce qui est très ironique, mais Satoshi y reste pour attendre Hôichi. Il ne se doute pas que celui-ci est mort. La nouvelle s’achève sur les premiers mots de Momoko.

### Épilogue: Re-birthday song
Taïki est un petit garçon qui découvre que sa maîtresse va quitter son école. Il va faire deux rêves totalement fantastiques où le chat du quartier conduit les âmes des morts dans l'au-delà. Le chat étant un symbole qui chasse les âmes, cela explique ce rôle dans ces rêves. Taïki est gardé un soir par Tasuku, et ils vont regarder une pluie d'étoiles filantes sur le ciel. Ces deux songes sont ponctués de questions très métaphysiques sur la vie et la mort, et c'est un peu déroutant que ce soit un garçon aussi jeune que Taïki qui se les pose, mais cela amène un point de vue différent face à toute cette histoire horrible engluée dans la violence et les meurtres.

## Analyse de l’œuvre

### Un roman polyphonique
Dans Le Quartier de la lumière, une dizaine de personnages se côtoient, et tous gravitent autour du personnage principal de ce manga : le quartier lui-même. Dans le prologue, on aperçoit des personnages qui réapparaitront plus tard dans le manga, mais de manière assez rapide. De même, chaque chapitre est relié par un élément présent dans l’un des chapitres précédents. Par exemple, un chat présent dans le prologue est le lien entre les chapitres, et il apparaît à chaque fin de ceux-ci.

### L'origine du nom Quartier de la lumière
Le nom de Quartier de la lumière est en réalité un surnom attribué par ses habitants, car il est exposé plein sud, ce qui est un élément attractif pour la plupart des habitants. Il est géré économiquement par la société Hikari, un grand groupe pharmaceutique, et est plutôt réservé à des familles aisées. Mais au fil de la lecture, on se rend compte que ce surnom est une antithèse car la vie de ses habitants est très sombre, ponctuée de morts. L’auteur veut donc montrer que les apparences sont parfois trompeuses.

## Volume
| no | Japonais       | Japonais      | Français       | Français          |
| no | Date de sortie | ISBN          | Date de sortie | ISBN              |
| -- | -------------- | ------------- | -------------- | ----------------- |
| 1  | 17 juin 2005   | 4-09-157213-8 | 6 avril 2007   | 978-2-5050-0088-4 |